# Утраченные памятники архитектуры Санкт-Петербурга
Для Санкт-Петербурга слово «памятник» к началу XX века включило в себя сохранившиеся постройки всего XVIII и первой трети XIX века, то есть барокко и классицизма (к эклектике и модерну отношение было иным). 
В истории архитектуры необходимо изучать не только сохранившиеся, но и утраченные памятники архитектуры.

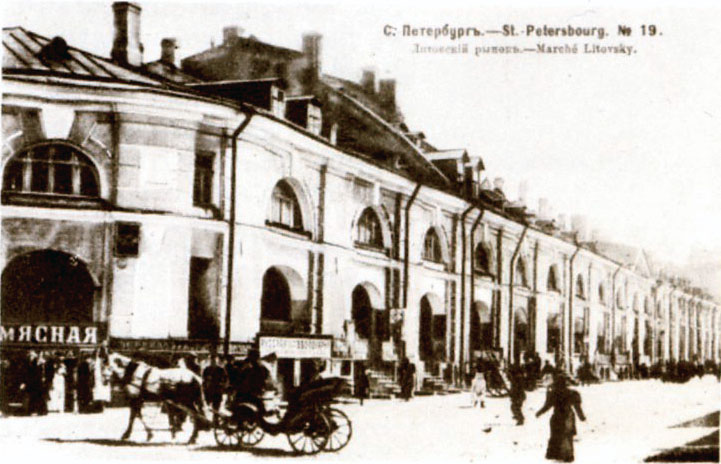
Литовский рынок. Построен архитектором Джакомо Кваренги в конце 1780-х годов. К началу XX века заброшен и использовался под склады и мастерские. Сгорел в 1920 году; руины разобраны через несколько лет, сохранившийся фрагмент стал жилым[1].
В 1930 году на месте сгоревших в 1920 году частей рынка построили трехэтажное здание Дворца культуры и техники имени Первой пятилетки, в модном тогда стиле конструктивизма. Архитекторы Н. А. Митурич и В. П. Максимов

## Гражданская архитектура
- Подзорный дворец (1706/1722—?) архитектор С. ван Звиттен, М. Г. Земцов
- Грот в Летнем саду (1714—1826) архитекторы А. Шлютер, Г. И. Маттарнови, Н. Микетти, М. Г. Земцов
- Екатерингофский дворец (1711—1926) архитектор Х. ван Болос
- Гостиный двор (Васильевский остров) (1732—1912) архитектор Д. Трезини — сохранился небольшой фрагмент в сильно перестроенном виде
- Среднерогатский дворец (1751—1971) архитекторы Б. Ф. Растрелли
- Особняк Яковлева (1766—1901) архитектор Б. Ф. Растрелли
- Старый Арсенал (1771—1917) архитекторы В. И. Баженов (?), И. Дитрихштейн
- Большой (Каменный) театр (1783—1886) архитекторы Л. Ф. Тишбейн, Тома де Томон
- Литовский рынок (1787—1920-е) архитектор Д. Кваренги
- Литовский замок (1798—1930-е) архитектор И. Е. Старов
- Дом-сказка (1910—1942) архитектор А. Бернардацци — младший, художник М. А. Врубель, скульптор К. К. Рауш фон Траубенберг.
- Здание Пробирной палаты (1763/1777—2008)

## Промышленная архитектура
- Трамвайный парк № 4 (1876)
- Трамвайный парк № 6 (1913—1915) архитектор А. А. Ламагин

## Культовое зодчество
- Троице-Петровский собор (1703/1750 — 1938) архитектор С. А. Волков
- Знаменская церковь (1768—1941) архитектор Ф. И. Демерцов.
- Храм Спаса-на-Сенной (1753—1961) архитектор А. В. Квасов.

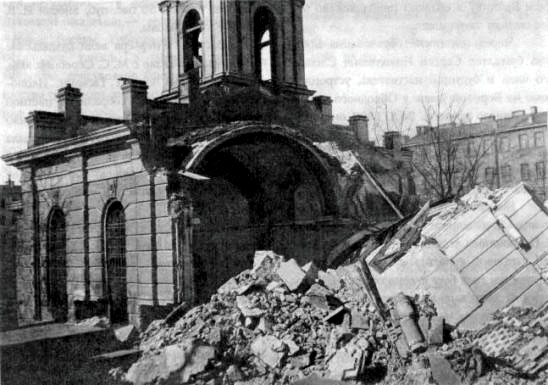
Руины Покровской церкви в Коломне.
Снос в 1936 году

- Покровская церковь (1798—1932) архитектор И. Е. Старов.
- Введенская церковь (1810—1932) архитектор И. М. Лейм.
- Благовещенская церковь у Благовещенского моста (1844—1929) архитектор К. Тон.
- Церковь во имя Воскресения Христова и св. Михаила Архангела (1847—1932) архитекторы Н. Е. Ефимов, А. И. Шевцов, В. Ф. Небольсин, Ф. И. Руска, К. Я. Маевский, художники Осокин и Бовин.
- Греческая церковь (Дмитриевская церковь) на Греческой площади (1861—1962) архитектор Р. И. Кузьмин
- Спас-на-Водах (1911—1932) архитектор М. М. Перетяткович, художники В. М. Васнецов и Н. А. Бруни, скульптор Б. М. Микешин.
- Храм Феодоровской иконы Божьей Матери (Федоровский собор) (1911—1928) архитектор С. С. Кричинский, художники В. М. Васнецов и С. В. Чехонин — утрачен частично. Восстановлен.
- Введенский собор лейб-гвардии Семёновского полка (1836/1842—1933) архитектор К. А. Тон.

## Монументальная скульптура
- Колонна Славы (у Измайловского собора) (1886—1929) архитектор Д. И. Гримм — восстановлена в 2000-е гг.
- Памятник принцу П. Г. Ольденбургу перед главным фасадом Мариинской больницы (1889—1930) скульптор И. Н. Шредер — восстановлен.
- Бюст Александру II (1866—1931). Ныне остался лишь пустой постамент, известный как «Памятник человеку-невидимке».
- Памятник «Питомцам Академии Генерального штаба, павшим при исполнении служебного долга».
- Памятник «Подвигам лейб-гвардии Саперного батальона».
- Памятник «Каспийцам-товарищам, павшим в войну 1904—1905 г.г.» в Петергофе (1911—1930-е). Сохранился лишь гранитный валун с надписью и обелиск.

## Инженерные сооружения
- Исаакиевский наплавной мост (1727—1916)
- Таракановский мост (1770—1920)
- Екатерингофский мост (1823 — ?) инженеры П. П. Базен, Б. Э. Клапейрон.
- Пантелеймоновский мост (1823—1907) инженер В. К. Треттер, В. А. Христианович, скульптор С. Суханов.
- Египетский мост (1824—1905) инженер В. К. Треттер, скульптор П. П. Соколов.
- Егерский мост (1830-e—1968) инженеры П. П. Базен.
- Александровский мост (1888—1970) архитектор В. Гесте.

## Парки и пригороды
- Утраченные объекты Летнего сада
- Баболовский дворец в Царском селе (руинирован).
- Нижняя дача в Александрии, Петергоф.
- Швейцарский домик в Нагорном парке, Дудергоф.
- Китайский театр
- Ламской павильон Александровского парка в Царском селе
- Ропшинский дворец
- Усадьба Гостилицы